# Bhumidevi Corona
La Bhumidevi Corona è una struttura geologica della superficie di Venere.